# Bette A. Loiselle
Bette Ann Loiselle (* 5. Juli 1957 in Burlington, Vermont) ist eine US-amerikanische Ornithologin.

## Leben
1979 erlangte Loiselle den Bachelor of Arts und 1981 den Master of Science an der University of Illinois, Urbana. 1987 wurde sie mit der Dissertation Birds and plants in a neotropical rain forest: seasonality and interactions zum Ph.D. an der University of Wisconsin-Madison promoviert. Seit 1999 ist sie wissenschaftliche Mitarbeiterin am Missouri Botanical Garden in St. Louis. Von 1997 bis 2003 war sie Direktorin des International Center for Tropical Ecology an der University of Missouri in St. Louis. Von 1996 bis 2005 war sie außerordentliche Professorin und von 2005 bis 2010 war sie ordentliche Professorin an der Abteilung für Biologie der University of Missouri.
Loiselle ist seit 2011 Professorin in der Abteilung für Wildtierökologie und Naturschutz an der University of Florida, wo sie auch als Direktorin des Tropical Conservation and Development Program tätig ist. Ihre veröffentlichten Arbeiten zur Ökologie und zum Schutz von Vögeln umfassen mehr als 110 peer-reviewed Fachartikel. Ihre Forschungsinhalte sind breit gefächert und umfassen den Einsatz von Geografischen Informationensystemen (GIS) für die Biodiversitätsforschung und den Naturschutz, die ökologische Rolle von Tieren als Samenverbreiter, die Populationsdynamik bei Vögeln, Struktur und soziale Organisation von Leks, Konsequenzen für den Reproduktionserfolg und die Populationsstruktur bei Schnurrvögeln sowie die möglichen Auswirkungen des globalen Wandels auf die Verbreitung von Vögeln und ihrer pflanzlichen Nahrung in tropischen Systemen der westlichen Hemisphäre.
2018 erhielt sie die William-Brewster-Medaille für ihre Forschungsarbeit über Vögel. 2022 wurde sie in die American Academy of Arts and Sciences gewählt.